# John Garang
John Garang (23. juni 1945 – 30. juli 2005) var den sydsudanske løsrivelsesbevægelse, SPLMs leder til han døde i et helikopterstyrt. Han var i den 2. sudanske borgerkrig med til vinde autonomi til Sydsudan. Fredsaftalen indebar yderligere at der fra den 9. januar 2011 og en uge frem blev stemt om fuldstændig og officiel sydsudansk uafhængighed fra Sudans regering i Khartoum. Salva Kiir Mayardit overtog ved John Garangs død jobbet som leder af SPLM.